# ديفيد هولت (لاعب بولينغ)
ديفيد هولت (بالإنجليزية: David Holt)‏ هو لاعب بولينغ بريطاني، ولد في 9 سبتمبر 1966.